# بويد داوكنز
بويد داوكنز هو سياسي أسترالي، ولد في 2 يناير 1917 في Stirling, South Australia ‏ في أستراليا، وتوفي في 21 أكتوبر 1996 في أديلايد في أستراليا. نشط حزبياً في تحالف الليبرالية والريفي (1974 – 1974). وقد انتخب عضو المجلس التشريعي لجنوب أستراليا ‏ وقد انضم خلال فترته النيابية (12 يوليو 1975 – 5 نوفمبر 1982) للكتلة البرلمانية حزب أستراليا الليبرالي (فرع جنوب أستراليا) ‏ وانتخب عضو المجلس التشريعي لجنوب أستراليا ‏ عن دائرة Midland ‏ وقد انضم خلال فترته النيابية (3 مارس 1962 – 11 يوليو 1975) للكتلة البرلمانية تحالف الليبرالية والريفي.